# Hystrichopsylla heishuiensis
Hystrichopsylla heishuiensis är en loppart som beskrevs av Li Kuei-chen et Liu Lian-zhu 1994. Hystrichopsylla heishuiensis ingår i släktet Hystrichopsylla och familjen mullvadsloppor. Inga underarter finns listade i Catalogue of Life.